# آرتاک داوتیان (نماینده مجلس)
آرتاک لیودویکی داوتیان (ارمنی: Արտակ Լյուդվիկի Դավթյան؛ زادهٔ ۳۰ اکتبر ۱۹۶۶ - درگذشته ۶ مارس ۲۰۲۳) یک سیاستمدار اهل ارمنستان بود که از تاریخ ۲۰۰۷ تا تاریخ ۲۰۱۷ سمت نمایندگی دوره مجلس ملی جمهوری ارمنستان را برعهده داشت.

## زندگی‌نامه
در ۳۰ اکتبر ۱۹۵۶ یا ۳۰ اکتبر ۱۹۶۶ در کاجاران به دنیا آمد و از دانشگاه دولتی اقتصاد ارمنستان فارغ‌التحصیل شد.  وی در ۶ مارس ۲۰۲۳ پس از یک دوره طولانی بیماری در سن ۵۶ سالگی درگذشت.

## نگارخانه

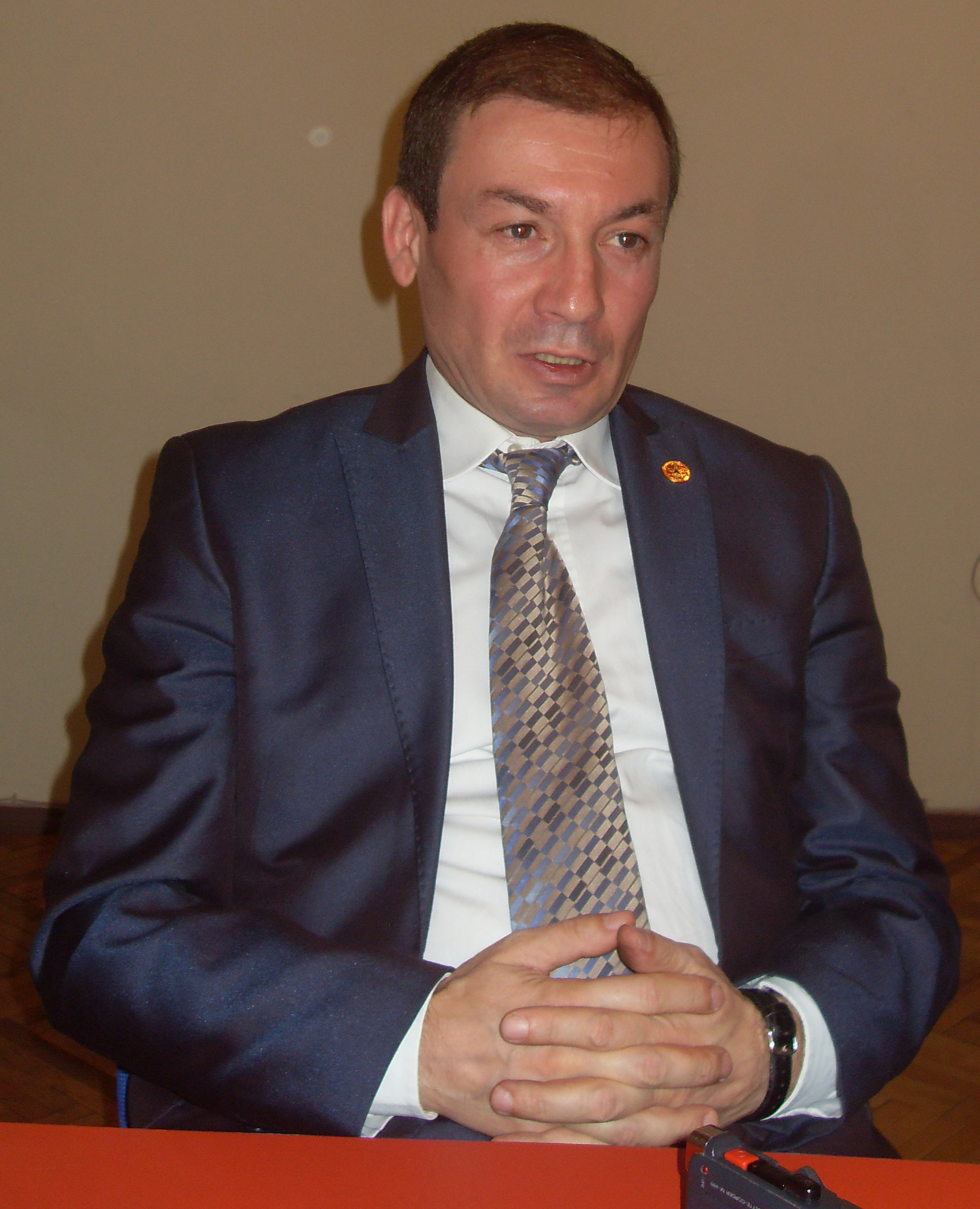